# Kolonia Ciechanki
Kolonia Ciechanki – część wsi Ciechanki w Polsce położona w województwie lubelskim, w powiecie łęczyńskim, w gminie Puchaczów.
Wieś stanowi sołectwo w gminie Puchaczów. 
W latach 1975–1998 miejscowość administracyjnie należała do ówczesnego województwa lubelskiego.